# Hexagenia bilineata
Hexagenia bilineata är en dagsländeart som först beskrevs av Thomas Say 1824.  Hexagenia bilineata ingår i släktet Hexagenia och familjen sanddagsländor. Inga underarter finns listade i Catalogue of Life.